# Apuntes para una crítica de la economía política
Apuntes para una crítica de la economía política (en alemán: Umrisse zu einer Kritik der Nationalökonomie) es un artículo de Friedrich Engels, publicado en alemán en 1843 para los Anales franco-alemanes.
Para Engels, "está todo sobre la cabeza en la economía". Además de la antropología materialista de las primeras obras de Marx, la formulación del materialismo histórico se convirtió en contribuciones predominantes a los escritos sobre la crítica de la economía política. Dentro del marxismo, este se considera uno de los temas más importantes que ha dado lugar a una gran cantidad de discusión y búsqueda académica dentro y fuera de los círculos académicos.
El artículo tiene importancia en relación con la crítica de la economía política. Fue el punto de partida de la obra principal de Karl Marx durante las siguientes cuatro décadas. Por ejemplo, la relación entre economía y religión; las antítesis entre el valor de uso y el valor de cambio, y entre el valor y el precio. Engels, al igual que Marx, continúa comparando a los economistas con los teólogos al referirse a Adam Smith como el Lutero económico. Marx admiró esta obra, meciéndola como el "brillante ensayo de Engels sobre la crítica de las categorías económicas" y citándola cinco veces en El capital, tomo I.

## Contenido

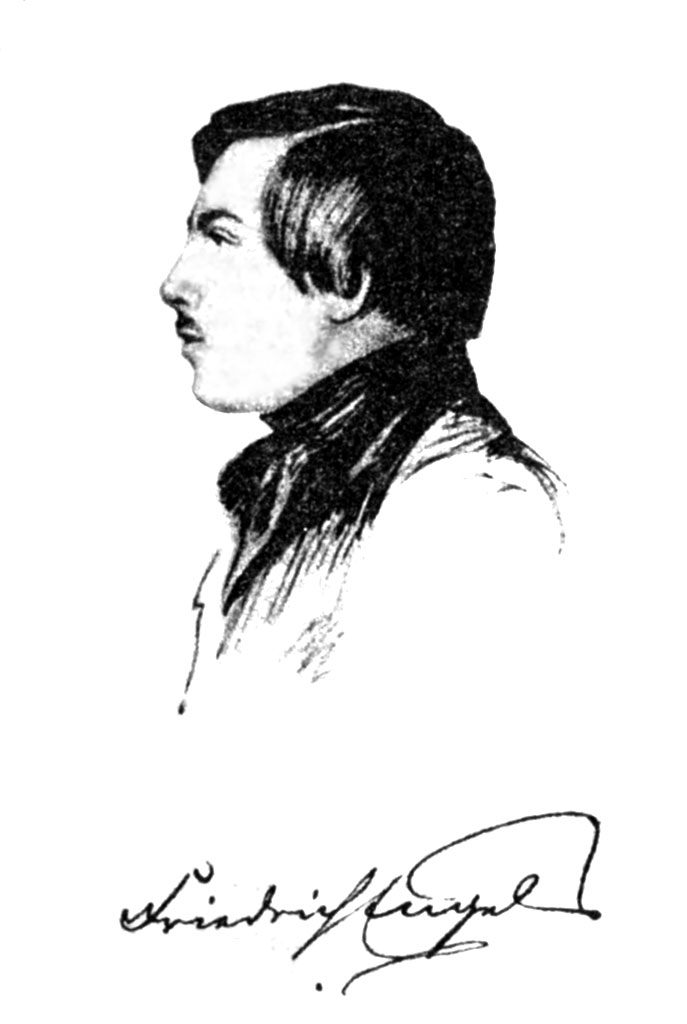
Autorretrato de Friedrich Engels con diecinueve años (c. 1840).

Engels comienza el artículo afirmando que la economía política "se originó como una consecuencia natural de la extensión del comercio, y con ella se colocó en la posición del sistema preparado del fraude consentido, el juego más sencillo, poco científico, una ciencia para el enriquecimiento completo." Luego, Engels pasa a criticar y contar la historia de la creación del sistema mercantil como sistema para obtener ventajas competitivas. El mercantilismo afirmaba que era necesario asegurarse siempre de exportar más que importar. Esto llevó a que "El arte de la economía existía en aquello, para lo que se preocupaba, que al final de cada año la exportación daría un balance oportuno frente a la importación; y ¡para alcanzar esa ridícula ilusión habían sido sacrificados miles de humanos!".
Después de esto, Engels señaló que si bien el siglo XVIII revolucionó la economía, sólo lo hizo parcialmente. Este movimiento no eliminó el desprecio cristiano y la humillación del hombre, sino que postuló la naturaleza como el Absoluto que se enfrentaba al hombre. Posteriormente declaró que los políticos no han examinado las premisas del Estado y que a la economía no se le ocurrió cuestionar la validez misma de la propiedad privada. Por tanto, la nueva economía se vio obligada a repudiar sus propias premisas y recurrir a la hipocresía. Las premisas de la economía engendraron la esclavitud moderna y el sistema fabril. Engels consideró el nuevo sistema de Smith como un avance necesario, pero también afirmó que: "Cuanto más se ha acercan los economistas a la actualidad, tanto más lejos se distancia de la honestidad." A continuación, Engels critica el concepto de "riqueza nacional", así como el de "economía nacional" (Nationalökonomie, hoy "economía").
Engels explica además cómo la consecuencia inmediata de la propiedad privada es el comercio, debido al hecho de que cada actor en esta actividad debe intentar engañar al otro: el fraude legal.

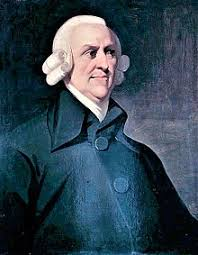
Adam Smith, el Lutero económico, según Engels.

Engels ve el sistema mercantil como una expresión de la hostilidad mutua, que era la consecuencia lógica del comercio. No fue hasta que los tratados comerciales extorsionados, las guerras comerciales y el aislamiento de las naciones ofendieron en gran medida la humanidad de Smith, que estaba arraigada en la expansión del comercio mutuo. Sin embargo, se trataba simplemente de esfuerzos amistosos en aras del margen de beneficio, un principio inmanente a la naturaleza misma del comercio. Esta forma hipócrita de abusar de la moralidad con fines inmorales es el orgullo del sistema de libre comercio, según Engels.

¿No hemos acaso derrocado la barbarie del monopolio, exclaman los hipócritas, no hemos acaso llevado la civilización a todas la partes del mundo, no hemos acaso hermanado los pueblos y aminorado las guerras? – Sí, todo eso habéis hecho ustedes, pero y como lo habéis hecho! Habéis aniquilado los pequeños monopolios para dejar operar tanto más libre y sin limitaciones a un gran monopolio fundamental, la propiedad; ¡Habéis civilizados todos los confines de la tierra para conquistar nuevos terrenos para el despliegue de vuestra mísera avaricia; habéis hermanado a los pueblos, pero hacia una Hermandad de ladrones, y las guerras aminorados para ganar tanto más en la paz, para practicar en la más alta cúspide la enemistad de los individuos, la deshonrada guerra de la concurrencia! – ¿Dónde habéis hecho algo que proceda de la pura Humanidad, de la conciencia de la vanidad de la oposición entre los intereses generales y los individuales? ¿En qué punto habés sido morales, sin ser unos interesados, sin abrigar en el fondo inmoralidad, motivos egoístas?

El sistema económico liberal transformó a la humanidad en "una horda de animales feroces" que pretenden devorarse unas a otras, lo que le quedó a la economía después de esto fue simplemente disolver la familia. Aquí el sistema fabril acudió en su ayuda. Una vez que el sistema y sus principios están en movimiento, funcionan según una lógica propia, con todas sus consecuencias, les guste o no a los economistas.
Engels continúa afirmando que los economistas no saben a qué intereses sirven.y pasa luego a examinar la categoría económica de valor que establece el comercio. Critica una vez más a los economistas argumentando que:

El economista que vive de las divergencias tiene también naturalmente un Valor doble; el Valor abstracto o real, y el valor de cambio. Sobre la esencia la esencia del Valor real se dió una larga polémica entre los ingleses, que determinaron los costes de producción como expresión del Valor real, y el francés Say, que fijó ese Valor según la utilidad (Brauchbarkeit) de una cosa para medir. La polémica ha estado en el aire desde principios de este siglo y se ha languidecido, no decisivamente.
Friedrich Engels

Luego continúa dando ejemplos de esto citando, por ejemplo, a Jean-Baptiste Say, y afirmando la naturaleza insostenible y autocontradictoria de las abstracciones económicas.
Para reforzar su argumento, Engels continúa reforzando argumento el hombre suponiendo que el economista tiene razón, pero termina rechazando el argumento debido a su afirmación de que allí se vuelve aún más evidente cuán infundadas son realmente las afirmaciones de los economistas.
Engels aborda cómo los economistas pretenden poder decidir la utilidad de los objetos. Y allí se escribe "¿La mera opinión de los implicados?", esta afirmación claramente pretende ser absurda, especialmente cuando se lee la siguiente frase que dice: "Así será uno estafado". (Un lector actual puede no creer esta afirmación de Engels sosteniendo la posición de la teoría subjetiva del valor contemporánea en la literatura neoclásica ortodoxa)
Engels sostiene que el precio o "valor comercial" equivalente de una mercancía "será determinado por el efecto de cambio de los costes de producción y la concurrencia [...] si la demanda y la oferta son cubierta". Pero Engels afirma que las llamadas relaciones equivalentes en el comercio no se dan pero "así está todo sobre la cabeza en la economía". De ahí la "inmoralidad del comercio".
Luego explica cómo tratamos con dos elementos fundamentales de la producción: la naturaleza y el hombre, que luego contrasta con la posición de quienes afirmaban que la propiedad tiene un valor inherente, mientras que Engels sostiene que la propiedad en sí misma no tiene valor en las categorías económicas, ya que uno debe tener una comprensión totalmente asociológica del intercambio si uno quiere defender su valor inherente. La monopolización y arrendamiento de los terrenos donde se desarrolla la actividad productiva es axiomática. Esto es lo que aumenta la riqueza material de los grandes terratenientes. Engels afirma que nadie cosechará donde no ha sembrado y, por tanto, considera esta práctica equivalente a un robo (véase ¡La propiedad es un robo!).

Fué el último paso para la autoventa barata, para regatear la Tierra, que es la primera condición de nuestra existencia, nuestro uno y todo; fue y es, hasta nuestros días, una inmoralidad, que sólo será sobrepasada por la inmoralidad de la autoalienación (Selbstveräußerung).

Engels afirma que si bien el capital y el trabajo son inicialmente idénticos, las escisiones y divisiones surgen de la separación original del capital y el trabajo que divide a la humanidad en capitalistas y trabajadores –una división que se vuelve cada vez más aguda. También se producen separaciones como el capital original y la ganancia, y la ganancia se divide en intereses y ganancia propiamente dicha.
En orden de concreto a abstracto, Tierra < Trabajo < Capital.

La diferencia entre interés y ganancia cae; El Capital no es nada sin el Trabajo, sin movimiento.

Luego remarcó que si se elimina la llamada propiedad privada, también desaparecen estas separaciones antinaturales (específicas del modo de producción).
Para resumir la presentación hasta ahora, Engels concluye que todo se reduce a la competencia en el modo de producción capitalista. Que según él es la categoría principal del economista. O como él mismo lo expresa: "su hija predilecta, a la que dará cuidados, con continuos mimos y caricias, de la que se descubrirá el rostro de una medusa."
La actividad humana se disolvió en las categorías de capital y su categoría reproductora de trabajo, que a su vez es reproducida por las condiciones socialmente reproducidas de la propiedad privada, donde no gobierna la ayuda mutua, sino el antagonismo.

Sin embargo, Engels vuelve a abordar el monopolio, que era el lema de los economistas mercantiles. A diferencia de los economistas liberales. Engels afirma brevemente que: "Es sencillo comprender que esa oposición es absolutamente de nuevo una caverna." Debido al hecho de que la competencia genera monopolio. La competencia presupone incluso el monopolio, el monopolio de la propiedad.

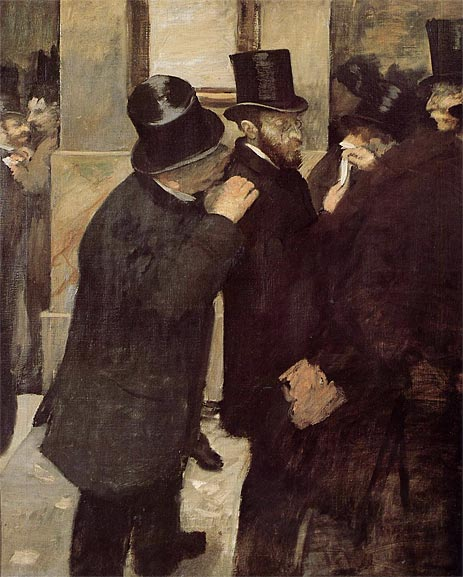
Retratos en la Bolsa de Valores de Edgar Degas.

Luego afirma que si las personas asumieran la producción conscientemente como seres humanos, y no como átomos sin conciencia, se superarían estas antítesis artificiales.
Como esto aún no ha sucedido, cada crisis será peor. Lo que aumentará el número de seres humanos que viven únicamente de la venta de su trabajo. Lo que creará condiciones propicias para los movimientos sociales.
Luego continúa afirmando que si esto continúa, cada uno tendrá que convertirse en especulador, enriqueciéndose de forma calculada a expensas de sus semejantes. La inmoralidad de la especulación incluso verá los desastres naturales, etc., como una oportunidad de inversión. La culminación de esto son Fondos de la bolsa de valores, donde la humanidad y la historia son rebajadas a la categoría de medios para un fin, por parte especuladores codiciosos. La verdad de la relación de competencia es más bien, desde el punto de vista de Engels, la relación entre el consumo y la productividad. La cual sería la única competencia en un mundo digno de la humanidad.
Aquí Engels invita a los lectores a consultar los escritos de Charles Fourier y los socialistas ingleses de su tiempo, para familiarizarse con cómo una comunidad podría establecer una condición racional para la producción y el consumo.
Luego vuelve a explicar la naturaleza de la competencia social afirmando que "nadie que se meta en la lucha de la concurrencia podrá soportar sin el mayor esfuerzo de su fuerza, sin la entrega de todos los fines humanos". No se dan el lujo de darse cuenta de que la competencia provoca estas locas contradicciones, ya que su sistema se desmoronaría si algo le sucediera. Así se inventó la teoría de la población. Luego, Engels critica la teoría poblacional incorrecta de Thomas Malthus y continúa afirmando que la tendencia al monopolio se ha demostrado en la práctica y seguirá aumentando debido a la naturaleza de la competencia en el modo de producción. Por lo tanto, la "libre concurrencia", que era el dogma de los economistas incluso en la época de Engels, era y sigue siendo imposible, como argumenta Engels. El monopolio no se puede eliminar, e incluso si se pudiera eliminar, la "libre competencia" genera más monopolio de todos modos. Por lo tanto, la mayoría de esas cuestiones pueden resolverse mediante la trascendencia del principio o principios que les dieron origen.
Además, Engels observó que: "La concurrencia ha penetrado en todas nuestras relaciones de vida y ha concluido la servidumbre opuesta, en la que se mantienen ahora los humanos". Afirmando que "La concurrencia es el gran resorte que incita a la actividad siempre y nuevamente nuestro viejo y durmiente aprovechable orden social, o mejor desorden, pero que también consume una parte de las fuerzas que se van a pique en cada nuevo esfuerzo". A continuación sigue una reflexión más bien sociológica sobre el crimen, donde Engels postula que una sociedad en la que los principios de la oferta, la competencia y la demanda son principios sagrados, tendrá demanda de delincuencia y, por tanto, una oferta correspondiente. Un argumento que se ve respaldado por las crecientes estadísticas sobre criminalidad en los alrededores de las fábricas. Deja a los lectores cómo castigar a los criminales en esas circunstancias, ya que estaba más "de lo que se trata para mi es de demostrar la concurrencia también en el terreno moral y de señalar como la propiedad privada ha llevado al humano a la más profunda degradación".
Para terminar, Engels aborda cuestiones relacionadas con la maquinaria y el sistema fabril, lo que tiene cierta similitud con el fragmento de Marx sobre las máquinas.